# Eugenie Bouchard
Eugenie "Genie" Bouchard  (Montreal, 25 de fevereiro de 1994) é uma tenista profissional do Canadá. Atualmente, ocupa a 262ª posição do ranking da WTA.
Ao final de 2013, Bouchard que saltou de 144º para o 32º lugar, demonstrou ao longo da temporada um tênis muito elegante em quadra, com uma notável esquerda com duas mãos. Foi escolhida pela WTA como a revelação da temporada.  Além disso, foi apontada como a principal tenista canadiana desse ano.
Em sua estreia no primeiro Grand Slam da temporada, Genie alcançou a semifinal do torneio. Proeza que não era feita desde Arantxa Sanchez em 1991. Como também, tornou-se a primeira canadense a alcançar as semi-finais do torneio e a primeira de seu país a fazer uma semi de Slam desde Carling Bassett, que teve mesma campanha no US Open de 1984. Em Roland Garros chegou novamente às semifinais, dessa vez sendo derrotada pela eventual campeã Maria Sharapova. Em Wimbledon, Bouchard se tornou a primeira canadense a chegar às finais de um Grand Slam em simples, perdendo para Petra Kvitova na final por 2 sets a 0 (6/3 e 6/0).
Com apenas 20 anos, Genie chama a atenção com suas performances em Grand Slams. A jovem já chegou a uma final (Wimbledon 2014) e a duas semifinais (Australian Open 2014 e Roland Garros 2014). Em sua mais recente participação em Grand Slams (Australian Open 2015) a jovem canadense perdeu nas quartas-de-final para a então número 2 do ranking, Maria Sharapova, por 2 sets a 0 (6/3 e 6/2).

## Vida pessoal
Genie começou a jogar tênis com cinco anos de idade.  Tem três irmãos, a gêmea Beatrice, a do meio Charlotte e o caçula William. Reside em Westmount e é um membro do Centro Nacional de Treinamento de Tênis do Canadá. Outrossim, costuma usar a Academia de Nick Saviano na Flórida para sua base de treinamentos.

## Período como júnior
Ao longo de sua carreira como juvenil Bouchard faturou alguns torneios de nível ITF, inclusive tendo triunfado na Copa Gerdau em 2011 vencendo a eslovaca Viktoria Malova em dois sets, parciais de 6/1 e 6/2. No entanto, incontestavelmente, seus melhores resultados foram os títulos em simples e nas duplas em Wimbledon. Também no ano de 2011, Genie ao lado de sua parceira Grace Min superaram na final a dulpa formada pela holandesa Demi Schuurs e a chinesa Tang Haochen. Entretanto, foi no ano seguinte que a coroação veio com o bicampeonato nas duplas, mas dessa vez com a parceira norte-americana Taylor Townsend e o inédito título em simples - nunca um tenista do Canadá havia triunfado em torneios de Grand Slams - derrotando na final a ucraniana Elina Svitolina por duplo 6/2.

### Grand Slam finais

#### Simples: 1 (1 vice)
| Resultado | Ano  | Campeonato | Piso  | Oponente      | Placar   |
| --------- | ---- | ---------- | ----- | ------------- | -------- |
| Vice      | 2014 | Wimbledon  | Grama | Petra Kvitová | 3–6, 0–6 |

### WTA Premier Mandatory & Premier 5 finais

#### Simples: 1 (1 vice)
| Resultado | Ano  | Campeonato | Piso | Oponente      | Placar   |
| --------- | ---- | ---------- | ---- | ------------- | -------- |
| Vice      | 2014 | Wuhan      | Duro | Petra Kvitová | 3–6, 4–6 |

## WTA Tou finais

### Simples: 4 (1 título, 3 vices)
| Legenda                             |
| ----------------------------------- |
| Grand Slam (0–1)                    |
| WTA Tour (0–0)                      |
| Premier Mandatory & Premier 5 (0–1) |
| Premier (0–0)                       |
| International (1–1)                 |

| Títulos por Piso |
| ---------------- |
| Duro (0–2)       |
| Grama (0–1)      |
| Saibro (1–0)     |
| Carpete (0–0)    |

| Resultado | N. | Data              | Torneio                 | Piso   | Oponente          | Placar        |
| --------- | -- | ----------------- | ----------------------- | ------ | ----------------- | ------------- |
| Vice      | 1. | Outubro 13, 2013  | Japan Open, Japão       | Duro   | Samantha Stosur   | 6–3, 5–7, 2–6 |
| Campeã    | 1. | Maio 24, 2014     | Nuremberg Cup, Alemanha | Saibro | Karolína Plíšková | 6–2, 4–6, 6–3 |
| Vice      | 2. | Julho 5, 2014     | Wimbledon, Reino Unido  | Grama  | Petra Kvitová     | 3–6, 0–6      |
| Vice      | 3. | Setembro 27, 2014 | Wuhan Open, China       | Duro   | Petra Kvitová     | 3–6, 4–6      |

### Duplas: 1 (1 vice)
| Legenda                             |
| ----------------------------------- |
| Grand Slam (0–0)                    |
| WTA Tour (0–0)                      |
| Premier Mandatory & Premier 5 (0–0) |
| Premier (0–0)                       |
| International (0–1)                 |

| Títulos por Piso |
| ---------------- |
| Duro (0–1)       |
| Grama (0–0)      |
| Saibro (0–0)     |
| Carpete (0–0)    |

| Resultado | N. | Data           | Torneio              | Piso | Parceira        | Oponentes                   | Placar   |
| --------- | -- | -------------- | -------------------- | ---- | --------------- | --------------------------- | -------- |
| Vice      | 1. | Agosto 3, 2013 | Washington Open, EUA | Duro | Taylor Townsend | Shuko Aoyama Vera Dushevina | 3–6, 3–6 |